# Дизопірамід
Дизопірамід (англ. Disopyramide, лат. Disopyramidum — синтетичний антиаритмічний препарат, що належить до підкласу Іа антиаритмічних препаратів Дизопірамід може застосовуватися як перорально, так і парентерально. Уперше дизопірамід був схвалений FDA та допущений до клінічного використання у США в 1977 році.

## Фармакологічні властивості
Дизопірамід — синтетичний антиаритмічний препарат Іа класу. Механізм дії препарату полягає у інгібуванні швидких натрієвих каналів. Дизопірамід має також мембраностабілізуючі властивості, та зменшує швидкість деполяризації у фазі 0. Дизопірамід подовжує тривалість та ефективний рефрактерний період потенціалу дії кардіоміоцитів. Препарат також пригнічує збудливість та скоротливість міокарду, уповільнює атріовентрикулярну провідність. Дизопірамід пригнічує автоматизм синусового вузла. Оскільки дизопірамід пригнічує скоротливість міокарду, його застосування протипоказане у хворих із застійною серцевою недостатністю, оскільки при використанні дизопіраміду для лікування таких хворих призводить до розвитку в них гострої гемодинамічної декомпенсації. Дизопірамід має місцевоанестезуючі властивості, а також антихолінергічну активність. Дизопірамід ефективний як для лікування надшлуночкової та шлуночкової екстрасистолії, так і при пароксизмальних порушеннях ритму, в тому числі при порушеннях ритму, пов'язаних із додакковими шляхами проведення імпульсу (у тому числі із синдромом WPW). Дизопірамід також ефективний при явищах кардіонейрогенної непритомності у зв'язку із його негативним інотропним ефектом, що може сповільнювати включення у патофізіологічний механізм формування цього виду непритомності серцевих С-волокон, які входять до складу аферентних шляхів, які можуть стимулювати вазодепресорну область довгастого мозку. Дизопірамід, як і інші засоби з негативним інотропним ефектом, є ефективним при гіпертрофічній кардіоміопатії. При внутрішньовенному застосуванні дизопірамід не змінює часу відновлення синоатріального вузла та час синоатріального проведення імпульсу, що робить можливим застосування препарату при брадикардії. Проте у хворих із синдромом слабості синусового вузла дизопірамід може викликати значне сповільнення провідності, аж до AV-блокади II ступеня, що робить небажаним застосування даного препарату у таких хворих.

### Фармакокінетика
Дизопірамід добре та майже повністю всмоктується у шлунково-кишковому тракті, біодоступність при пероральному прийомі становить 70—85 %. При парентеральному застосуванні біодоступність становить 100 %. Препарат у помірній кількості (на 50—65 %) зв'язується з білками плазми крові, але цей показник залежить від концентрації препарату в крові, причому при збільшенні концентрації дизопіраміду зв'язування його з білками знижується, що призводить до збільшення токсичності препарату. Максимальна концентрація препарату в крові досягається протягом 0,5—3 годин після перорального застосування. Препарат добре розподіляється в організмі, але не проникає через гематоенцефалічний бар'єр, проте проникає через плацентарний бар'єр та виділяється в грудне молоко. Дизопірамід частково метаболізується у печінці з утворенням як активних, так і неактивних метаболітів. Виводиться препарат переважно у незміненому вигляді з сечею, частково у вигляді метаболітів із сечею та калом. Період напіввиведення дизопіраміду становить 4—10 годин, цей час може збільшуватися при печінковій та нирковій недостатності.

## Показання до застосування
Дизопірамід застосовують для лікування шлуночкових та надшлуночкових екстрасистолій, при пароксизмальних порушеннях ритму (у тому числі при синдромі WPW. а також при миготливої аритмії і фібриляції передсердь), підтриманні синусового ритму після медикаментозної або електричної кардіоверсії, для профілактики аритмій при проведенні катетеризації коронарних артерій.

## Побічна дія
При застосуванні дизопіраміду побічні ефекти спостерігаються часто, і переважно зумовлені антихолінергічною дією препарату. Побічні ефекти, зумовлені антихолінергічною дією препарату, можуть спостерігатися у 40 % пацієнтів, і найчастішими з них є сухість слизових оболонок ротової порожнини, горла, носа, очей, затримка сечопуску (частіше у чоловіків), погіршення перебігу закритокутової глаукоми. При застосуванні препарату можуть спостерігатись також інші побічні ефекти:
- Алергічні реакції — шкірні алергічні реакції, екзема, фотодерматоз.
- З боку травної системи — нудота, блювання, запор, холестаз.
- З боку нервової системи — головний біль, головокружіння, безсоння, порушення аккомодації зору.
- З боку серцево-судинної системи — гіпертензія, проаритмогенна дія.
- Інші побічні ефекти — гіперглікемія, імпотенція.

## Протипокази
Дизопірамід протипоказаний при підвищеній чутливості до препарату, AV-блокаді ІІ та ІІІ ступеня, важкій серцевій недостатності, кардіогенному шоці, закритокутовій глаукомі, гіперплазії передміхурової залози. З обережністю застосовують препарат при синдромі слабості синусового вузла, порушеннях функції печінки та нирок, при одночасному застосуванні інших препаратів, які можуть спричинити виникнення брадикардії, при вагітності та годуванні грудьми.

## Форми випуску
Дизопірамід випускається у вигляді желатинових капсул по 0,1 г та ампул по 5 мл 1 % розчину для парентерального застосування. На 1 червня 2016 року в Україні не зареєстрований.